# Bruceville-Eddy
Bruceville-Eddy es una ciudad ubicada en el condado de McLennan en el estado estadounidense de Texas. En el Censo de 2010 tenía una población de 1475 habitantes y una densidad poblacional de 177,47 personas por km².

## Geografía
Bruceville-Eddy se encuentra ubicada en las coordenadas 31°18′29″N 97°15′24″O / 31.30806, -97.25667. Según la Oficina del Censo de los Estados Unidos, Bruceville-Eddy tiene una superficie total de 8.31 km², de la cual 8.3 km² corresponden a tierra firme y (0.09%) 0.01 km² es agua.

## Demografía
Según el censo de 2010, había 1475 personas residiendo en Bruceville-Eddy. La densidad de población era de 177,47 hab./km². De los 1475 habitantes, Bruceville-Eddy estaba compuesto por el 90.98% blancos, el 1.9% eran afroamericanos, el 0.34% eran amerindios, el 0.34% eran asiáticos, el 0.07% eran isleños del Pacífico, el 3.93% eran de otras razas y el 2.44% pertenecían a dos o más razas. Del total de la población el 12.81% eran hispanos o latinos de cualquier raza.